# Hallibylu, Sakleshpur
Hallibylu là một làng thuộc tehsil Sakleshpur, huyện Hassan, bang Karnataka, Ấn Độ.